# Airbus A330 MRTT
De Airbus A330 MRTT is een tank- en transportvliegtuig van Airbus Military gebaseerd op de commerciële Airbus A330-200.
Het toestel is ook bekend onder de namen:
- Multi Role Tanker Transport (MRTT),
- Future Strategic Tanker Aircraft (FSTA), de naam van de competitie voor de Royal Air Force,
- Voyager KC2 en Voyager KC3, de designaties binnen de Royal Air Force,
- KC-30A en KC-30B, de designaties binnen de Royal Australian Air Force,
- KC-45A, de designatie van de versie voor de United States Air Force, die er evenwel niet is gekomen.
- Phénix, de naam bij de Franse luchtmacht.[1]
- KC-330A, de designatie binnen de Zuid-Koreaanse luchtmacht.

## Ontwerp
De A330 MRTT is afgeleid van het A330-200-passagiersvliegtuig van de afdeling Airbus Commercial. Het fungeert tegelijkertijd als luchttankvliegtuig en als zwaar transporttoestel, wat wordt uitgedragen door de letters "MRTT", die voor multirol tanker-transport staan. Het toestel kan tevens ingezet worden als medisch evacuatievliegtuig. In de toestellen die onder meer België en Nederland kochten, passen zes intensieve zorgeenheden en zestien brancards. De Franse toestellen kunnen tien patiënten met 88 passagiers meenemen.
Het toestel heeft een brandstofcapaciteit van 111 ton in de vleugels zonder gebruik van extra tanks. Het toestel biedt plaats aan meer dan 300 passagiers en heeft een vrachtcapaciteit van 45 ton. De vleugelstructuur komt overeen met die van de viermotorige Airbus A340. Daardoor kunnen de brandstofpijpen die bij de A340 naar de buitenmotoren lopen zonder al te veel aanpassing gebruikt worden voor doorgeefpompen.

## Bijtanksystemen

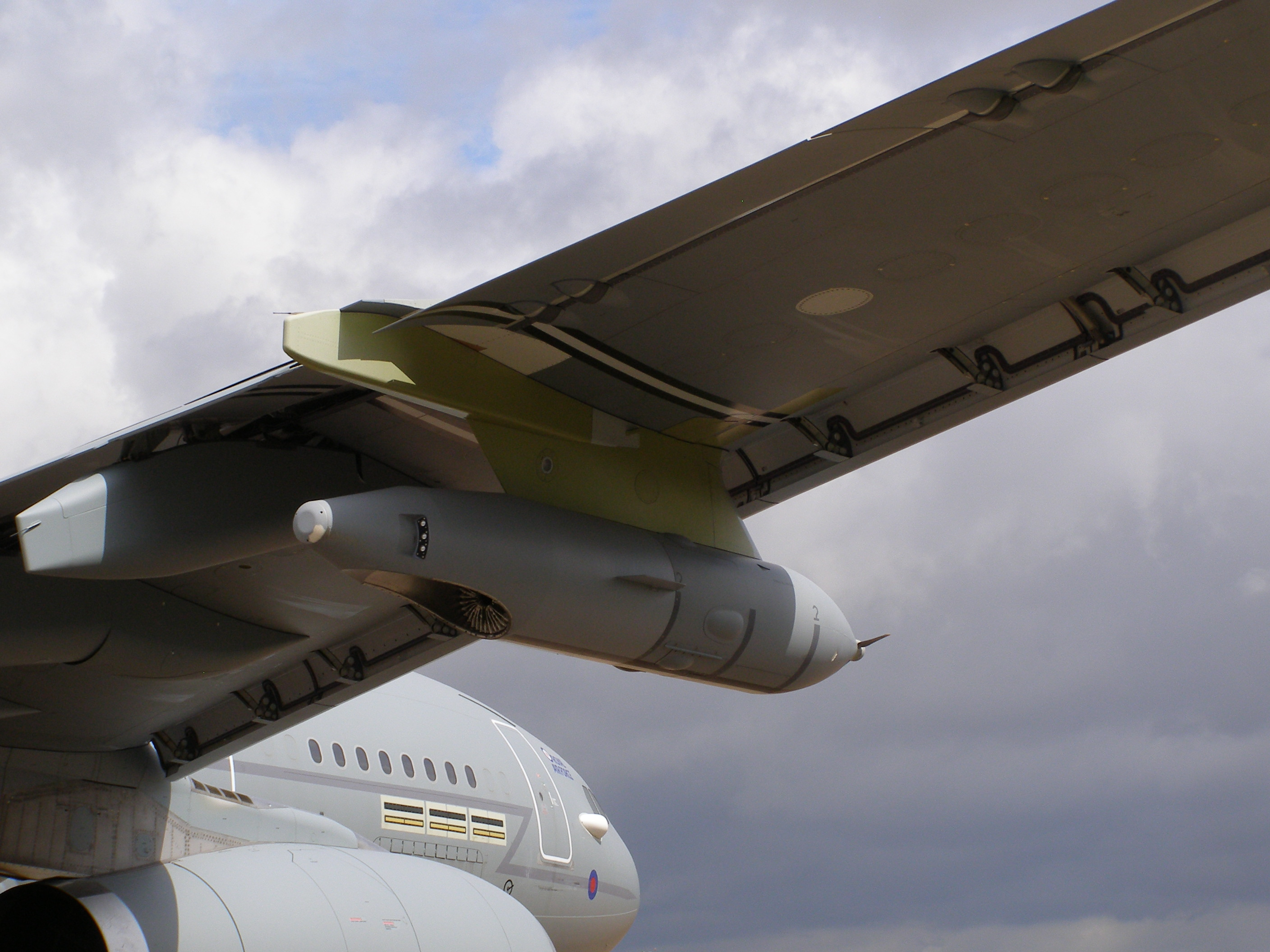
Een Cobham-koppeling onder de vleugel van een Voyager van de Royal Air Force. (juli 2011)

De A330 MRTT kan uitgerust worden met één of een combinatie van bijtanksystemen.
Airbus Military ontwikkelde zelf het ARBS, wat staat voor Aerial Refuelling Boom System en  luchtbijtankstengsysteem betekent. Dit systeem met vaste koppeling wordt onder de staart van het vliegtuig bevestigd. Een operator stuurt de achttien meter lange steng vanuit de cockpit naar de brandstofontvanger van het andere vliegtuig dat vervolgens tot 4600 liter per minuut kan tanken.
Er werd ook een geautomatiseerde versie van dit systeem ontwikkeld. Begin 2020 werd een F-16 van de Portugese luchtmacht het eerste vliegtuig ooit dat automatisch werd bijgetankt. Datzelfde jaar werd het systeem in samenwerking met Singapore verder getest. Het land stelde hiervoor een MRTT, F-15's en F-16's ter beschikking.
Er kunnen ook systemen met flexibele koppeling gemonteerd worden onder de romp of als aanhangsels onder elke vleugel. Bij deze systemen moet het vliegtuig dat komt tanken zelf de koppeling maken. De Britse MRTT's zijn met dergelijke systemen van de Britse fabrikant Cobham uitgerust.
De A330 MRTT kan zelf ook worden uitgerust met UARRSI, wat Universal Aerial Refuelling Receptacle Slipway Installation betekent. Met dit systeem kan het tankvliegtuig zelf bijgetankt worden.

## Motoren
De A330 MRTT komt met drie turbofan-motoren naar keuze uit:
- General Electric (GE) CF6-80E1A3 - 320 kN,
- Pratt & Whitney (PW) PW 4168A - 302 kN,
- Rolls-Royce (RR) Trent 772B - 316 kN.

## Gebruikers
| Gebruiker | Besteld in                     | Aantal | Motorkeuze | Bijtanksysteem |
| --- | ------------------------------ | ------ | ---------- | -------------- |
| Royal Australian Air Force | 2005 2015                      | 5 2    | GE         | ARBS en Cobham |
| Emiratische luchtmacht | 2007                           | 3      | RR         | ARBS en Cobham |
| Koninklijke Saoedische luchtmacht                                                                                                  | 2008 2009                      | 3      | GE         | ARBS en Cobham |
| Royal Air Force | 2008                           | 14     | RR         | Cobham         |
| Singaporese luchtmacht | 2014                           | 6      | RR         | ARBS en Cobham |
| Franse luchtmacht | 2014 2020                      | 12 3   | RR         | ARBS en Cobham |
| Koreaanse luchtmacht | 2015                           | 4      | RR         | ARBS           |
| Koninklijke Luchtmacht Luxemburgs leger Luftwaffe Koninklijke Noorse luchtmacht Luchtcomponent van Defensie Tsjechische luchtmacht | 2016 2016, 2020 2017 2018 2019 | 9      | RR         | ARBS en Cobham |

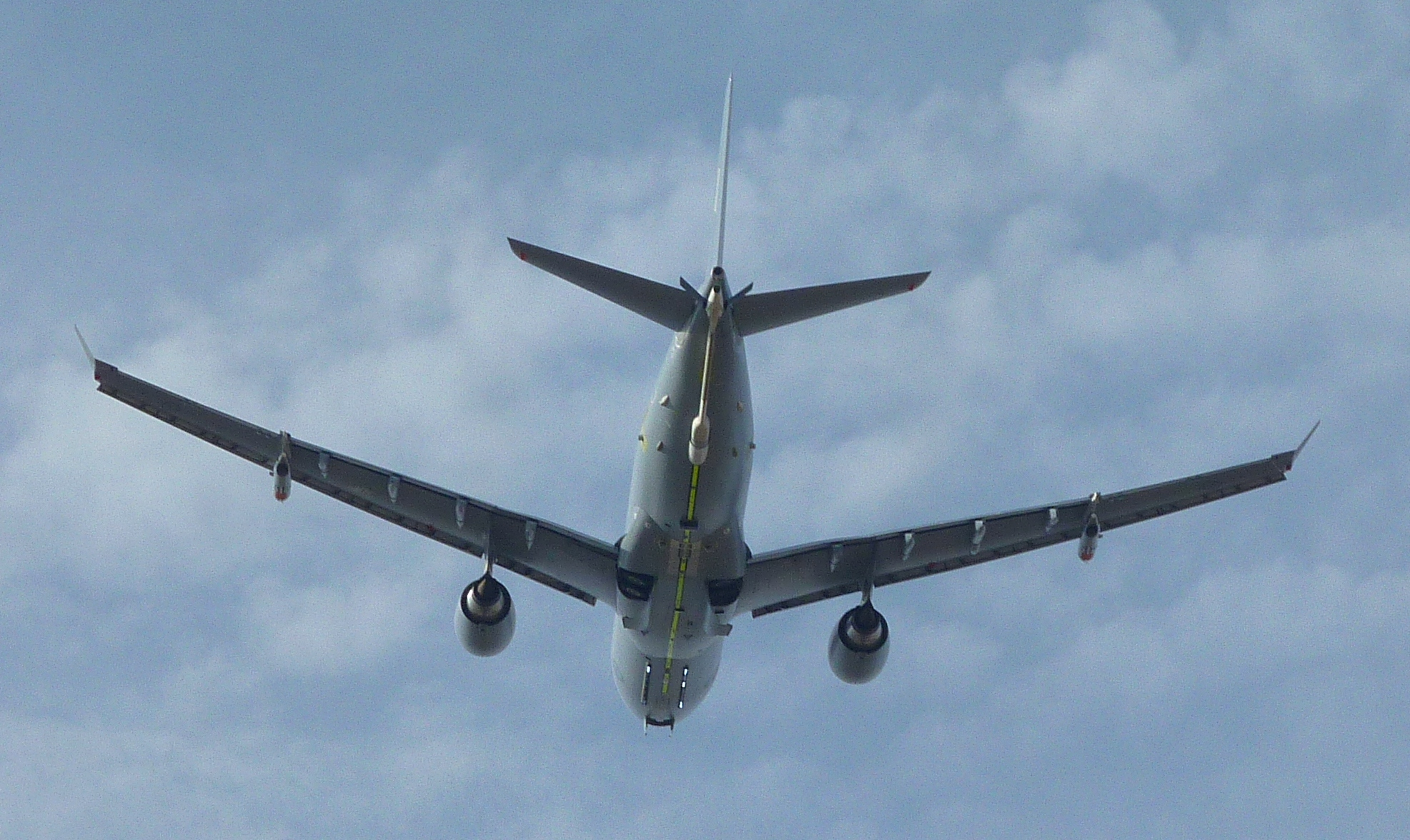
Een MRTT voor de Royal Australian Air Force stijgt op voor een testvlucht bij de fabriek in Getafe (Spanje). De ARBS-boom onder de staart is goed te zien. (november 2009)

Nederland en Luxemburg kochten samen twee toestellen in het kader van een groepsaankoop van zeven door het Europees Defensieagentschap. Ook Polen was van plan aan deze initiële aankoop deel te nemen, maar trok zich in 2016 terug. De vliegtuigen zijn eigendom van de NAVO. Vijf worden op Vliegbasis Eindhoven gestationeerd, de overige vier op Keulen/Bonn. Ten behoeve van de deelname door België werd een achtste toestel aangeschaft, welke eveneens op Eindhoven werd gestationeerd. De NAVO heeft een optie voor nog eens vier toestellen. Een daarvan werd in 2020 gelicht voor Luxemburg.
In februari 2008 kende de United States Air Force een miljardencontract toe aan Northrop Grumman voor een vloot tankvliegtuigen. Northrop Grumman zou die op basis van de A330 MRTT bouwen. Boeing diende klacht in met in 2009 een nieuwe openbare aanbesteding met gewijzigde specificaties tot gevolg. Northrop Grumman trok zich terug omdat die specificaties Boeing zouden bevoordelen en EADS bood alleen met de A330 op het contract dat uiteindelijk aan Boeing werd toegekend. Als gevolg daarvan werd Airbus' geplande nieuwe fabriek in Mobile (Alabama) geannuleerd.